# Palazzo Filomarino
Il palazzo Filomarino (o anche Filomarino della Rocca, già palazzo Sanseverino di Bisignano) è un palazzo monumentale di Napoli ubicato in via Benedetto Croce, lungo il decumano inferiore. È monumento nazionale italiano.
Abitato nei secoli da importanti famiglie nobili locali, divenne residenza del filosofo Benedetto Croce fino alla sua morte nel 1952. Alcuni locali ospitano oggi l'Istituto italiano per gli studi storici e la Fondazione Biblioteca Benedetto Croce.

## Storia

### Origini
La costruzione del palazzo è attribuita a Giovanni Francesco di Palma, allievo e genero dell'architetto Giovanni Donadio, detto il Mormando. In origine il palazzo era di proprietà dei Sanseverino di Bisignano, linea dei conti di Tricarico, e sorgeva sul luogo in cui nel Quattrocento aveva casa un certo Giovannello Brancaccio.

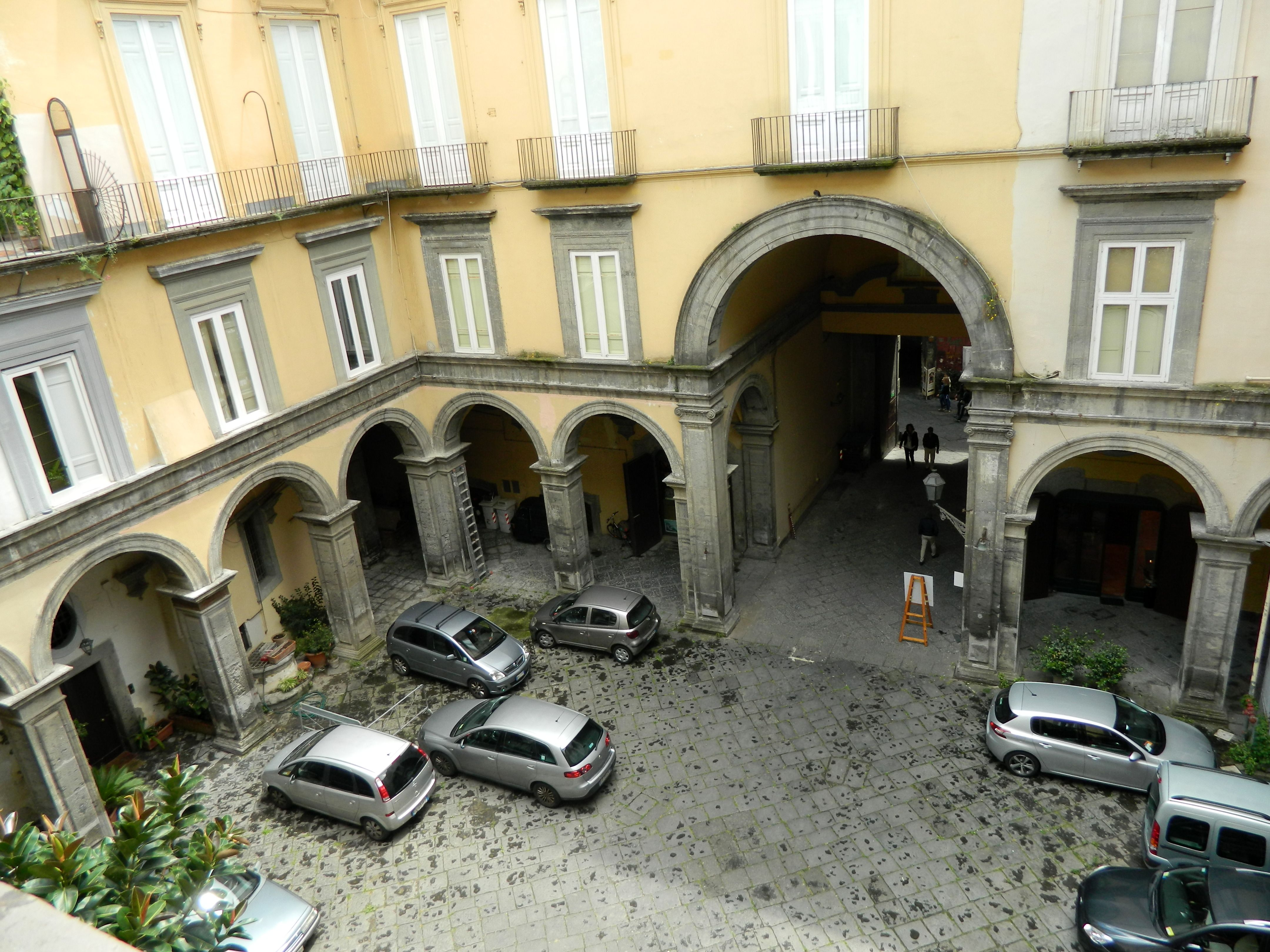
Vista del cortile interno

È difficile stabilire con esattezza quando la dimora sia venuta in possesso della famiglia Sanseverino di Bisignano; in un documento della seconda metà del XV secolo si legge, infatti, che ogni volta in cui il principe di Bisignano, Girolamo Sanseverino, veniva a Napoli dalla Calabria, era ospitato nel palazzo Sanseverino (poi trasformato nella chiesa del Gesù Nuovo) che apparteneva a un suo parente, Antonello Sanseverino principe di Salerno. Qui i due cospiravano contro la dinastia aragonese, ma mentre dopo la cosiddetta "congiura dei baroni" Antonello riuscì a sottrarsi alla vendetta regia fuggendo a Roma, Girolamo fu imprigionato nel 1487 a Castel Nuovo, dove morì di lì a poco in circostanze oscure: sopravvissero, però, i suoi giovani figli, tant'è che uno di essi, Bernardino, rientrò a Napoli al seguito di Carlo VIII di Francia e, volgendo al peggio le sorti delle armi francesi, si riconciliò con Ferrante II d'Aragona. Succeduto a quest'ultimo lo zio Federico, Bernardino fu costretto di nuovo a riparare in Francia, presso Luigi XII; nel maggio del 1507, tuttavia, egli è  nuovamente a Napoli, insieme con la moglie Eleonora Piccolomini dei duchi di Amalfi. La vita coniugale di Bernardino ebbe tuttavia un epilogo tragico: infatti nel 1511 Eleonora morì, forse proprio per opera del consorte, il quale aveva scoperto la tresca di lei col cardinale Luigi Borgia.
Nel frattempo i Sanseverino avevano acquistato casa Brancaccio, corrispondente all'ala ovest dell'odierno palazzo Filomarino; Bernardino volle infatti ampliare (ma sarebbe più giusto dire ricostruire) quella primitiva dimora che fino ad allora occupava solo la parte tangente con via San Sebastiano. A questo scopo egli chiese nel 1511 alla Repubblica di Venezia una parte di terreno adiacente all'edificio, che re Ladislao d'Angiò-Durazzo aveva donato alla Serenissima nel 1412 perché servisse come abitazione dei cittadini di quello Stato residenti a Napoli; tale porzione di suolo fungeva infatti da giardini del palazzo Venezia.
I lavori di ampliamento cominciarono nel 1512, sotto la direzione, appunto, di Giovan Francesco di Palma. Di ritorno da Tunisi del 1535, Carlo V venne ospitato nel complesso dal Pier Antonio, figlio di Bernardino, che aveva armato a sue spese alcune galee per assistere il sovrano nell'impresa africana. L'imperatore fu ospitato così dal Sanseverino prima nei suoi feudi calabresi e poi nel palazzo di famiglia a Napoli, ove Pier Antonio fece abbattere le mura divisorie di alcune stanze per ricavarne un maestoso salone di rappresentanza. Con suo figlio Nicola Bernardino, morto nel 1606, i Sanseverino di Bisignano si estinsero; il palazzo venne allora comprato da Tommaso Filomarino, aristocratico appartenente all'antico casato che, nel 1559, aveva ottenuto la contea di Rocca d'Aspide, innalzata a principato nel 1610; da tale contea, essi denominarono il nuovo ramo in "Filomarino della Rocca".

### XVII secolo

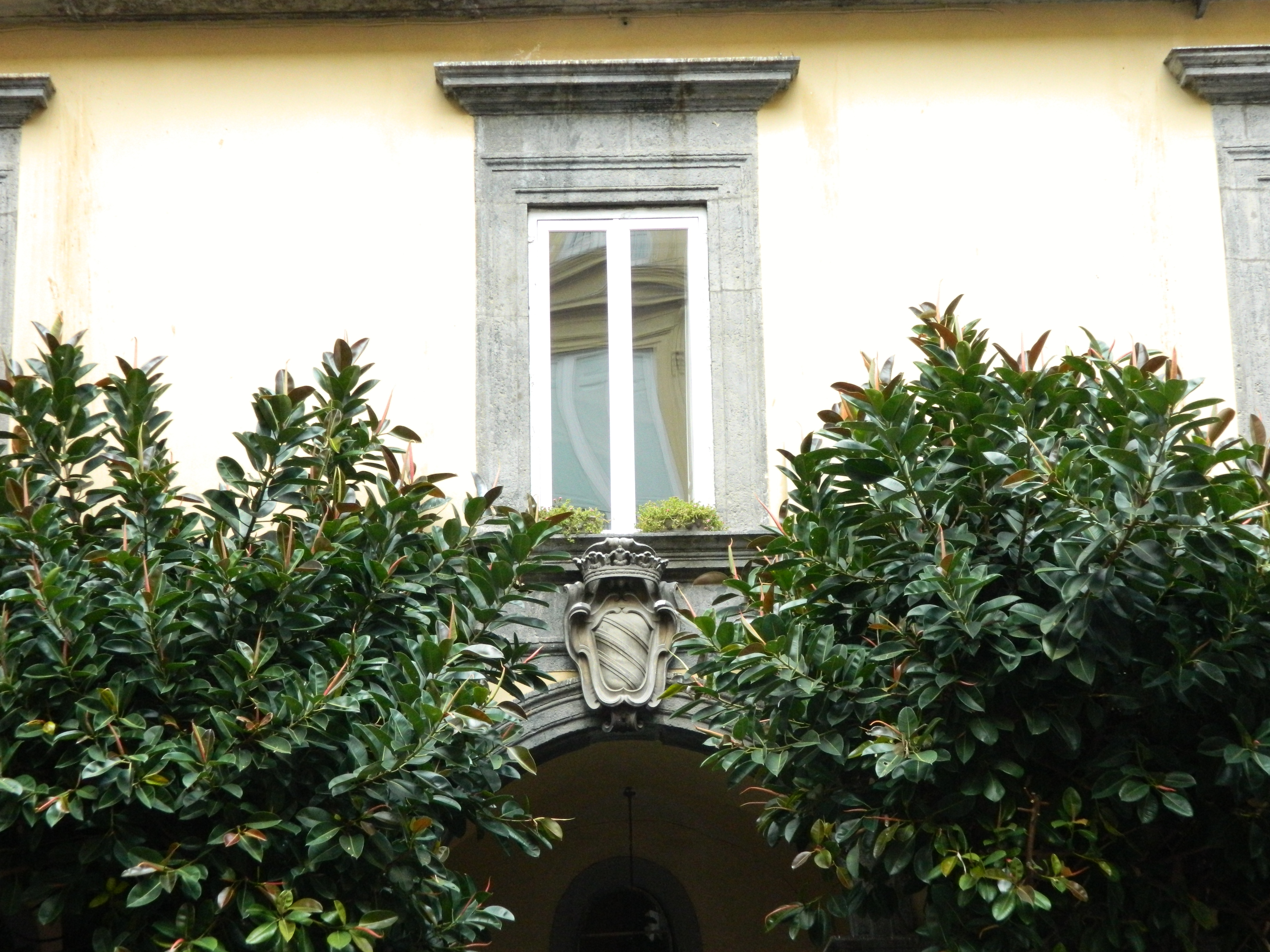
Stemma dei Filomarino sul cortile d'onore

Durante il XVII secolo i Filomarino della Rocca si distinsero con il principe Francesco, che intervenne efficacemente nella rivoluzione popolare del 1647-1648. Egli agì da paciere tra i rivoltosi che propugnavano la sommossa e l'autorità spagnola; fu infatti nominato "grassiere", ovvero prefetto dell'annona, da Masaniello, ma al tempo stesso intavolò trattative con il comandante delle truppe iberiche assedianti, Don Giovanni d'Austria. Contribuì, inoltre, a rintuzzare le pretese accampate sul trono di Napoli da Enrico II, duca di Guisa, in qualità di discendente di Renato d'Angiò.

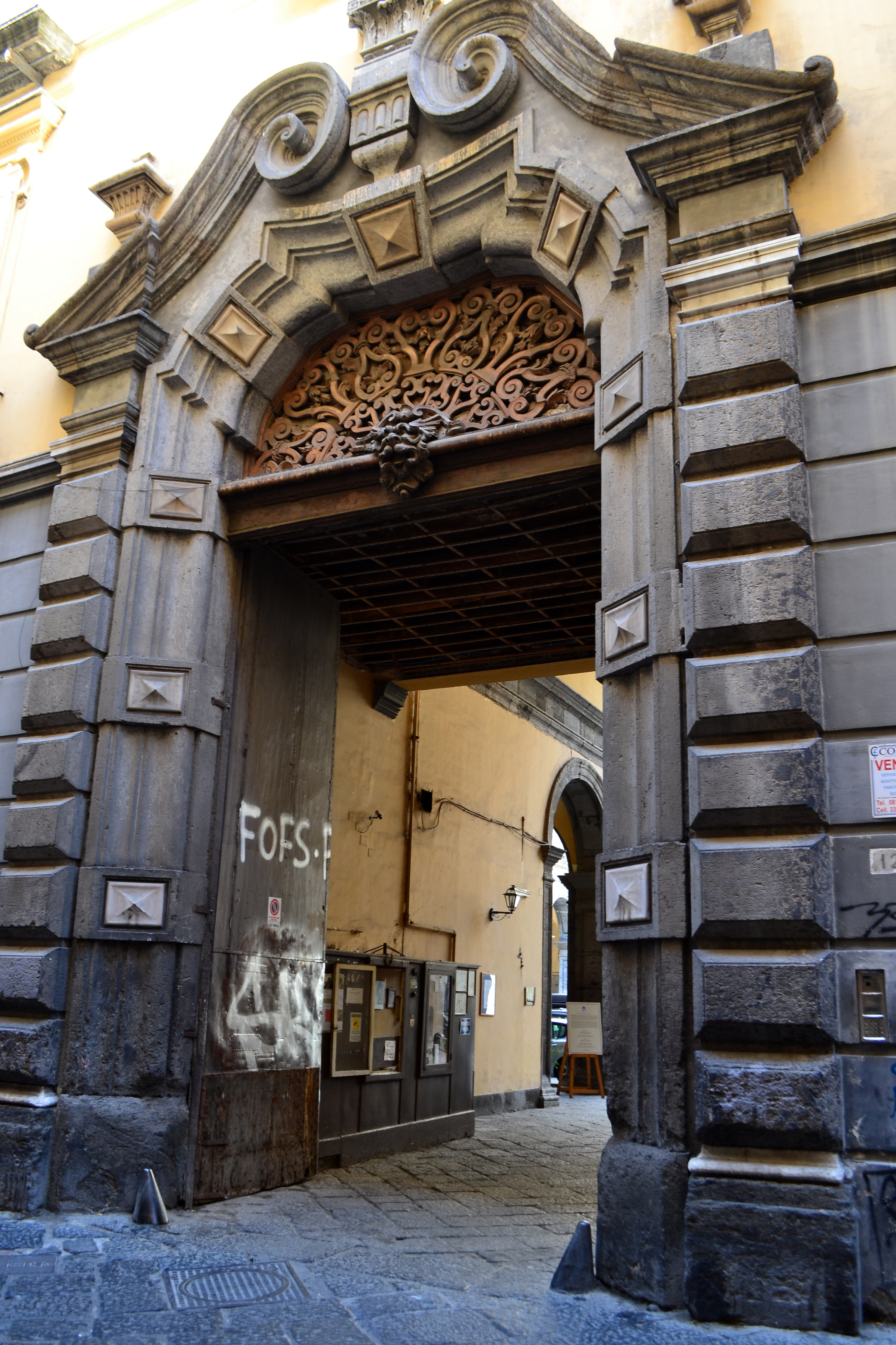
Il portale barocco di Ferdinando Sanfelice (completato nel 1731)

Alla fine il principe Francesco Filomarino della Rocca si accordò con Gennaro Annese, il quale era diventato capitano del popolo napoletano dopo la morte dello stesso Masaniello: il 6 aprile 1648, mentre l'esercito spagnolo entrava nei quartieri ribelli della città, il Filomarino si recò a rendere omaggio a Don Giovanni d'Austria a port'Alba, ottenendo contemporaneamente dall'Annese la pacificazione di Napoli. Durante la rivolta, però, il palazzo aveva subito gravi danni; la casa, infatti, era stata utilizzata dai popolani come avamposto dal quale essi avevano fronteggiato gli spagnoli attestati sul prospiciente campanile della basilica di Santa Chiara. I combattimenti tra le due parti infuriarono a partire dal 7 ottobre 1647 e continuarono per molti mesi. In questo lasso di tempo i rivoluzionari occuparono la vicina chiesa di Santa Marta, ma ben presto furono costretti ad indietreggiare e ad arroccarsi nella parte bassa del monastero di San Sebastiano e quindi all'interno della dimora dei Filomarino; da qui, attraverso un passaggio sotterraneo, tentarono addirittura di porre una mina sotto il campanile di Santa Chiara, per far saltare in aria il presidio spagnolo. Il 9 marzo 1648 i soldati di Filippo IV di Spagna sottoposero a un fitto bombardamento le postazioni dei ribelli: le cannonate devastarono la zona intorno al Gesù Nuovo, trasformando in un rudere la chiesetta di Santa Marta e abbattendo la parte superiore della casa del principe della Rocca. 
Successivamente, nel 1650, Francesco si dedicò subito alla ricostruzione del palazzo, riparando così ai danni avuti dalla rivolta di Masaniello; l'edificio fu poi abbellito dal suo erede, il fratello Giambattista e dal di lui figlio Francesco, che ne divenne proprietario nel 1685. Quest'ultimo fu un uomo di lettere nonché grande amico del filosofo napoletano Giambattista Vico, col quale proprio in questa sua dimora aveva spesso incontri culturali; fu inoltre proprio il principe Francesco Filomarino della Rocca ad allestire nella sua casa quella galleria d'arte ricordata da Carlo Celano nella terza giornata delle Notizie con viva ammirazione: essa conteneva circa duecento quadri dei più importanti pittori degli ultimi tre secoli, una raccolta di trecento ritratti di uomini e donne famosi, medaglie, cammei e altri pezzi d'argento e cristallo vari.
All'inizio del Settecento l'ottavo principe Filomarino della Rocca, Giambattista, commissionò a Ferdinando Sanfelice l'esecuzione del portale che ancora oggi si vede, completato nel 1731, e lo scalone monumentale interno. Il palazzo viene inoltre menzionato in occasione del matrimonio di questo aristocratico napoletano con Maria Vittoria Caracciolo, marchesa di Sant'Eramo, avvenuto nel 1721, poiché Giambattista Vico, che era stato precettore dello sposo, compose in tale occasione la sua opera poetica di maggior rilievo, l'epitalamio Giunone in danza, nella quale l'autore della Scienza nuova accenna a palazzo Filomarino nei seguenti termini: «Questa augusta magione, e d'oro e d'ostro riccamente ornata, ove 'n copia le gemme, in copia i lumi spargon sì vivi rai...».

### XIX secolo

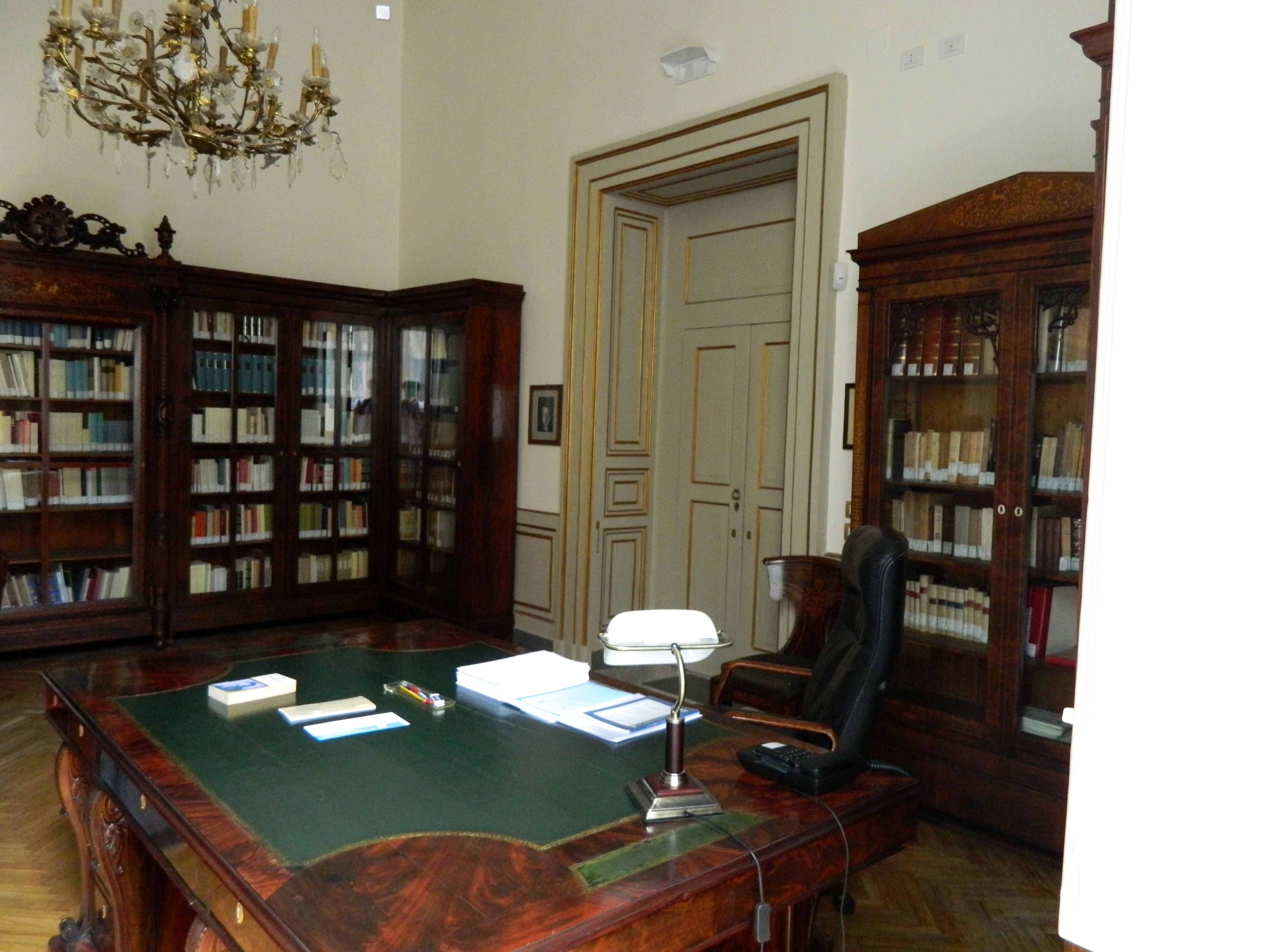
Lo studio di Benedetto Croce

Nella prima metà dell'Ottocento la famiglia dei Filomarino della Rocca si estinse con il principe Giacomo; alla sua morte, avvenuta nel 1840, il palazzo era già stato diviso fra diversi proprietari. 
Successivamente Benedetto Croce acquistò una buona parte del secondo piano dell'edificio, molto probabilmente anche mosso dal fatto che in loco aveva trascorso la sua infanzia Giambattista Vico, di cui era un grande estimatore: in ragione di ciò, il 1º novembre 1926 il palazzo subì un'incursione degli squadristi. Durante il ventennio fascista, palazzo Filomarino era sottoposto ad occhiuta sorveglianza poliziesca, e i visitatori del filosofo erano schedati con cura; quel «circolo crociano» era "considerato dagli sbirri un pericoloso covo eversivo contro il regime, da sorvegliare continuamente con agenti stabilmente dispiegati, sino alla fine del fascismo nel 1943, nella portineria di Palazzo Filomarino".
Il filosofo napoletano tenne proprio nella dimora del principe della Rocca alcune dissertazioni sulla sua dottrina, come egli stesso ricorda nelle Notae del Diritto universale, dedicate al Filomarino. 
Qui, nel 1946, Croce fondò l'Istituto italiano per gli studi storici in un appartamento adiacente a quello suo personale, nel quale chiuse la propria esistenza il 20 novembre 1952 e che ospita invece la Fondazione Biblioteca Benedetto Croce.

## Descrizione

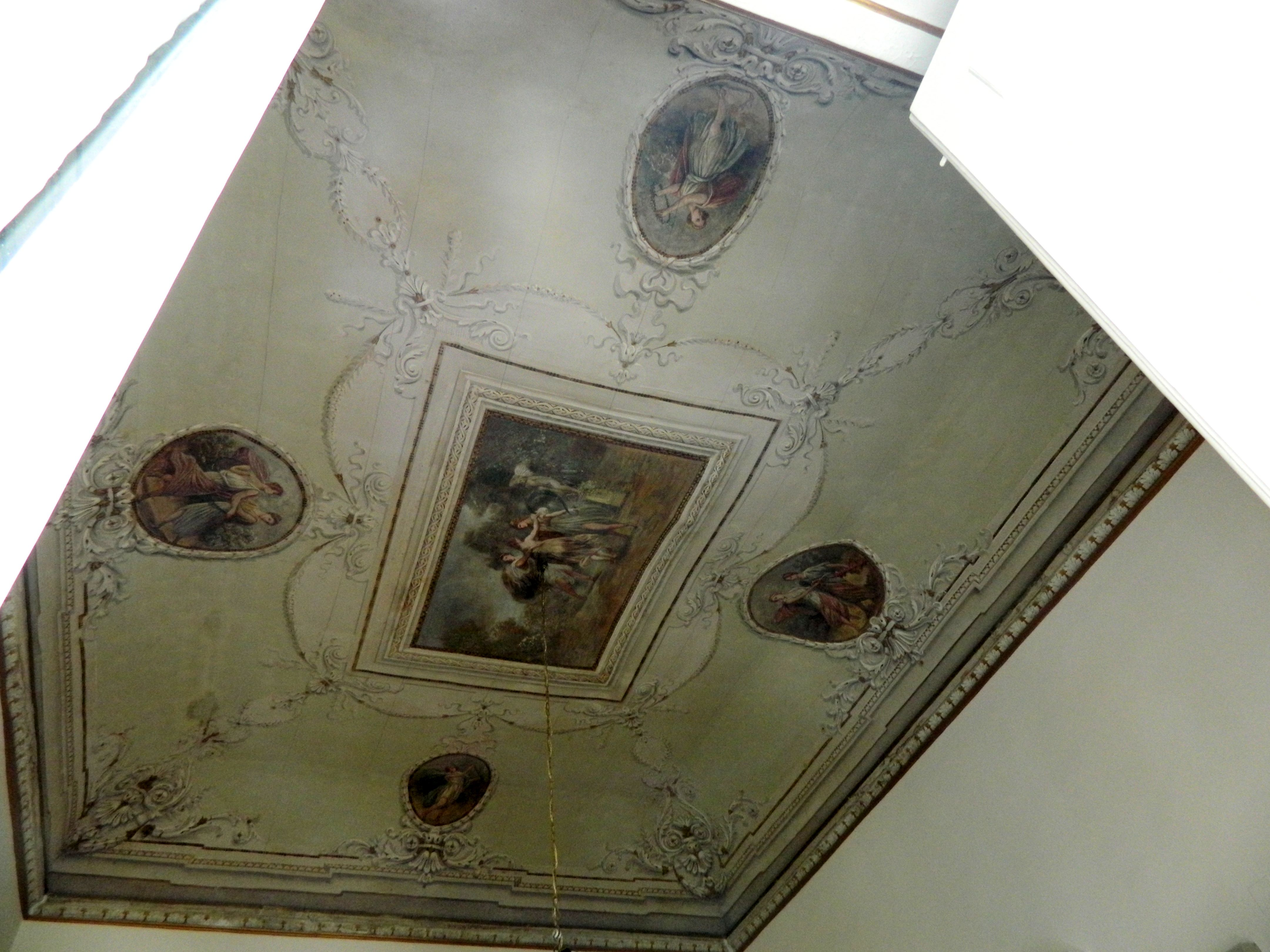
Affreschi sulla volta di una sala dell'appartamento di Benedetto Croce

Giovanni Francesco Di Palma realizzò una struttura imperniata attorno a un vasto e spettacolare porticato interno, sicché il palazzo Filomarino (all'epoca dei Sanseverino di Bisignano) è, insieme con palazzo Orsini di Gravina e palazzo Caracciolo di Santobuono, la sola dimora patrizia napoletana che conservi il loggiato su tutti e quattro i lati del cortile. In questo caso la grande arcata, in corrispondenza dell'androne, ricalca la composizione ionica di origine mormandiana, creando un notevole effetto scenografico con i due archi laterali che danno inizio al porticato.
Palazzo Filomarino si segnala inoltre anche per la molteplicità degli stili che caratterizzano la sua fabbrica. Infatti il fastoso portale è di epoca barocca, opera tutta in piperno dell'architetto Ferdinando Sanfelice, così come lo scalone monumentale, ancora tutto in piperno esclusi alcuni elementi decorativi in marmo, mentre i balconi del secondo piano sono disegnati secondo un gusto inequivocabilmente neoclassico. Alcuni restauri compiuti nel Novecento sulla scala hanno infine fatto venire alla luce due archi ogivali, resti, indubbiamente, d'una precedente costruzione angioina.